# Puteaux SA 18

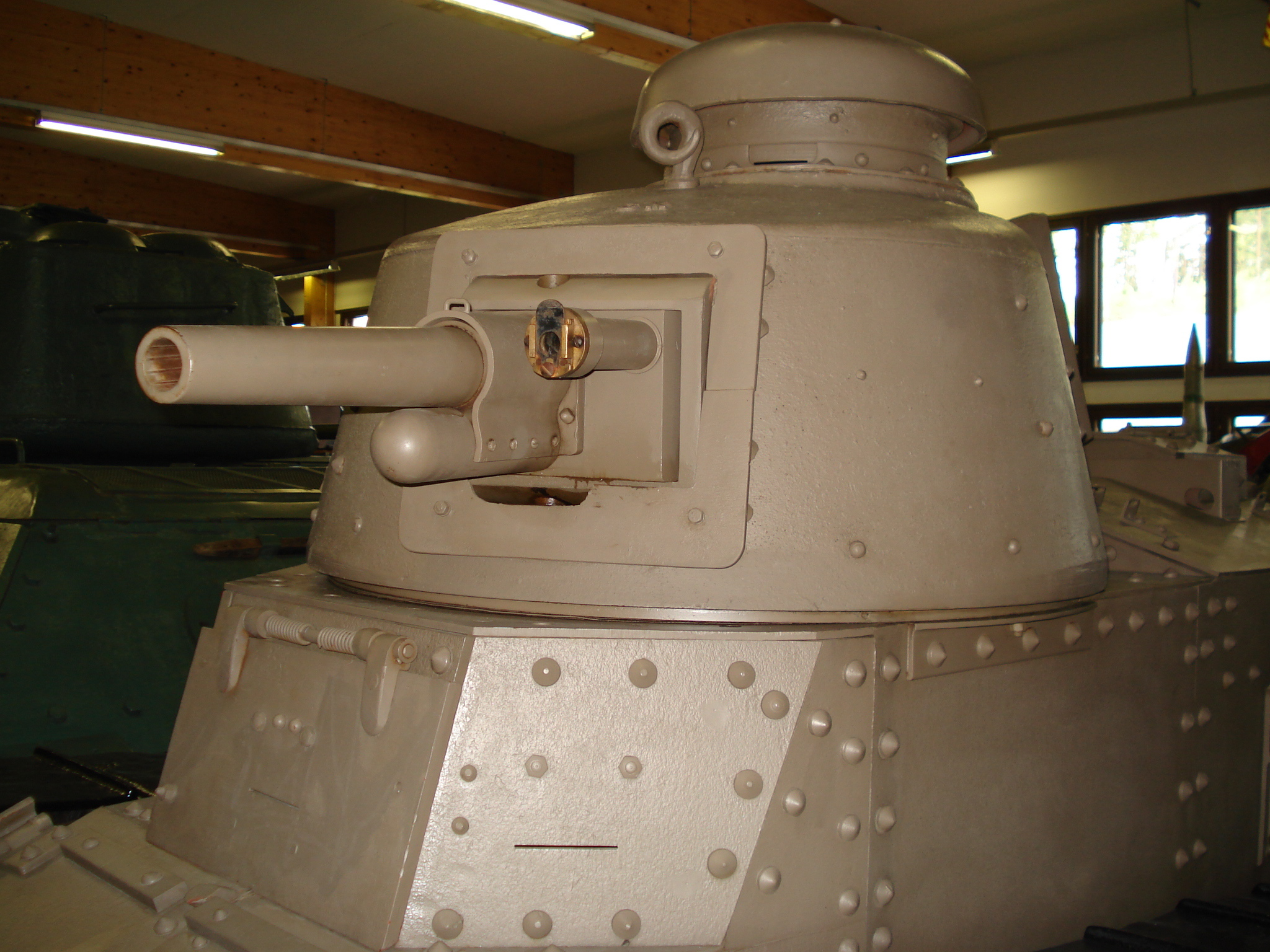
Puteaux SA 18 на танку Рено FT-17

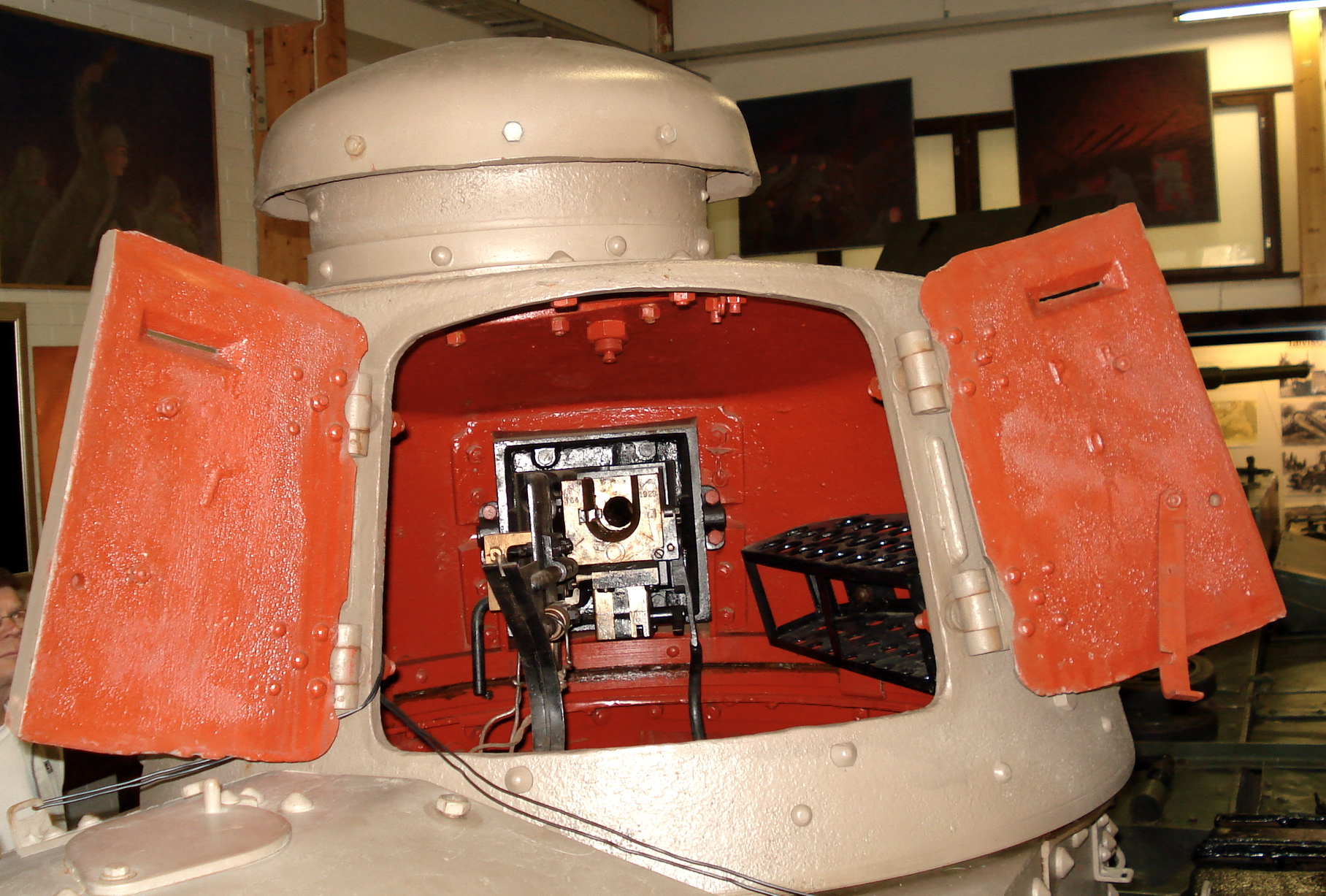
37-мм гармата в башті Рено FT-17

Puteaux SA 18 — напівавтоматична 37-мм нарізна гармата «Гочкіс» часів Першої світової війни, створена на основі піхотної гармати mod. 1916 TR.  Гармата мала довжину ствола 21 калібр (777 мм), вертикальний клиновий затвор і пружинні противідкатні засоби. На гарматних танках Т-26 встановлювалась 37-мм гармата Гочкіса або її модифікований варіант «Гочкіс-ПС».

## FT-17
Розміщувалася гармата в установці в лобовій частині башти, в напівсферичній броньовій масці, на горизонтальних цапфах, встановленій в основному броньовому щитку. Наведення гармати здійснювалось її вільним гойданням з допомогою плечової підпірки, максимальні кути вертикальної націлювання складали від -20 до +35 градусів.
| Боєзапаси гармати SA 18             |       |                  |                 |             |                       |                       |
| Тип снаряду                         | Марка | Маса пострілу, г | Маса снаряду, г | Маса ВВ, г  | Дульна швидкість, м/с | Дальність таблична, м |
| сталева осколкова граната           |       |                  | 560             | ? (мелініт) | 367                   | н/д                   |
| чавунна осколкова граната           |       |                  | 435             | ? (мелініт) | 402                   | н/д                   |
| бронебійний гостроголовий суцільний |       |                  | 510             | —           | 390                   | н/д                   |
| картеч                              |       |                  |                 |             | 400                   | н/д                   |

| Таблиця бронепробивності для SA18 |     |     |     |     |      |
| Снаряд \ Відстань, м | 100 | 250 | 500 | 750 | 1000 |
| бронебійний гостроголовий (кут нахилу 30°, гомогенна броня) |     |     | 12  |     |      |
| Слід пам'ятати що в різні часи в різних країнах використовували різні методи виявлення бронебійності. Як наслідок, пряме порівняння з аналогічними даними інших гармат часто неможливе. |     |     |     |     |      |